# Etienne Leroux

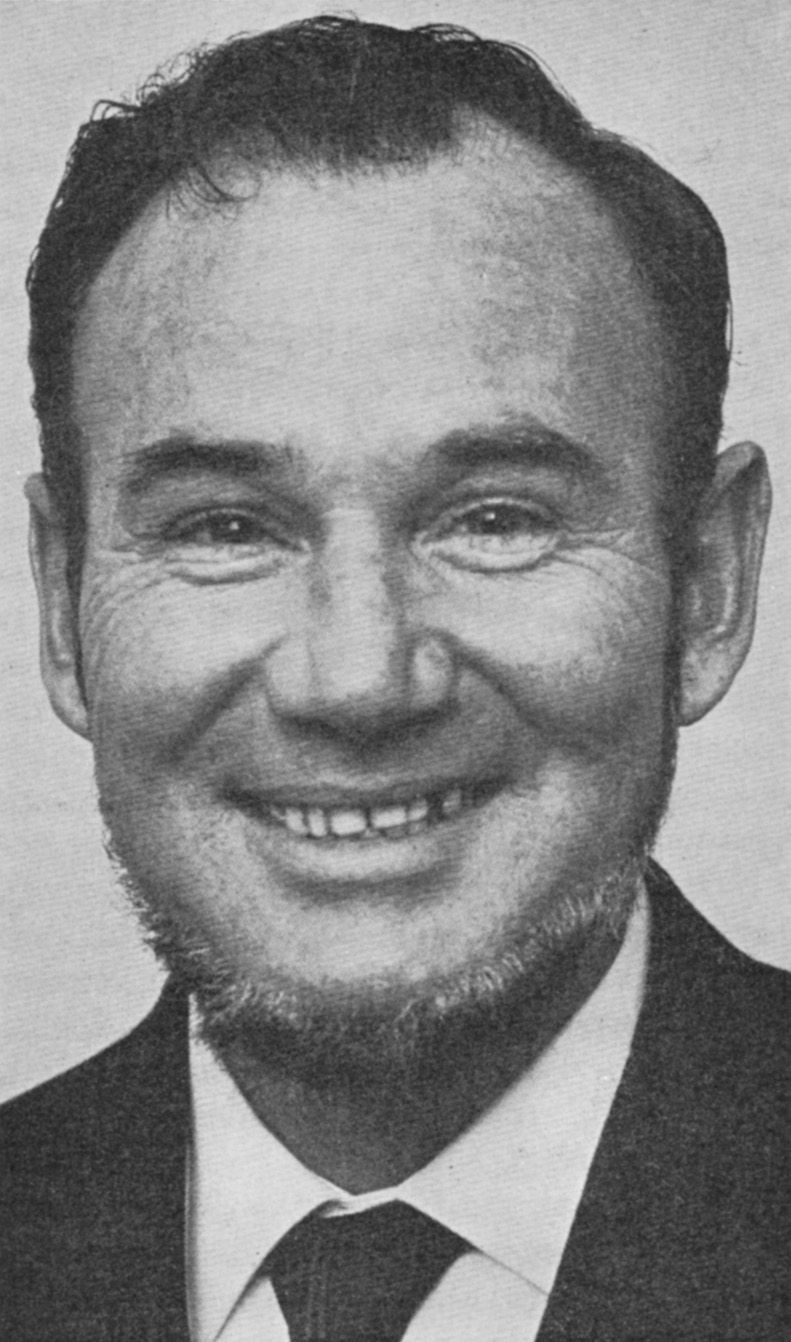
Etienne Leroux, alrededor de 1960.

Etienne Leroux (Oudtshoorn, 13 de junio de 1922–Bloemfontein, 30 de diciembre de 1989) fue un escritor sudafricano. 
Era hijo de Stephanus Petrus le Roux, que fue ministro de agricultura. Estudió derecho en la Universidad de Stellenbosch

## Obra
- Die Eerste Lewe van Colet (1955),
- To a Dubious Salvation (trilogía, 1972) 
  - Sewe dae by die Silbersteins (1964)
  - One for the Devil (1964/1968)
  - The Third Eye (1966/1969)
- Isis, Isis, Isis, 1969/1979
- Magersfontein, O Magersfontein, 1976/1983
- Onse Hymie (1982).